# Call the Comet
Call the Comet è il terzo album in studio solista del cantautore britannico Johnny Marr. Pubblicato il 15 giugno 2018, è stato anticipato dal singolo Hi Hello, uscito l'11 maggio.

## Contenuti
Il cantautore ha definito l'album una forma di "realismo magico", che usa immagini distopiche per affrontare i grandi temi del presente, senza tuttavia voler risultare "apertamente politico e moralista", ma preferendo piuttosto "sentire i temi, la risposta emotiva". In questa chiave Marr ha definito il disco "la mia sfida".
La canzone A Different Gun è dedicata alla strage di Nizza.

## Tracce
Testi e musiche di Jonny Marr.
1. Rise – 5:03
2. The Tracers – 4:35
3. Hey Angel – 5:37
4. Hi Hello – 4:23
5. New Dominions – 4:24
6. Day In Day Out – 4:43
7. Walk Into the Sea – 6:02
8. Bug – 4:39
9. Actor Attractor – 5:36
10. Spiral Cities – 4:07
11. My Eternal – 3:16
12. A Different Gun – 5:28

## Formazione
- Johnny Marr – voce, chitarra, tastiera
- Doviak – tastiera e seconda voce
- Iwan Gronow - basso e seconda voce
- Jack Mitchell – batteria

Altri musicisti
- Claudius Mittendorfer – missaggio
- Frank Arkwright – mastering
- Sonny Marr – seconda voce su Walk Into the Sea e Spiral Cities